# Лебединый остров
Лебеди́ный остров, Лебя́жий остров (фр. Île aux Cygnes) — небольшой искусственный остров на Сене, расположенный неподалёку от Эйфелевой башни между 16-м и 15-м округами Парижа, хотя административно принадлежит последнему.
Он был сооружён в 1825 году в качестве дамбы, и сейчас служит фундаментом для совмещённого метромоста Бир-Хакейм. Длина острова составляет 890 м, ширина — 20 м. Своё название остров получил от прежнего Лебединого острова, который в 1773 году был присоединён к Марсову полю.

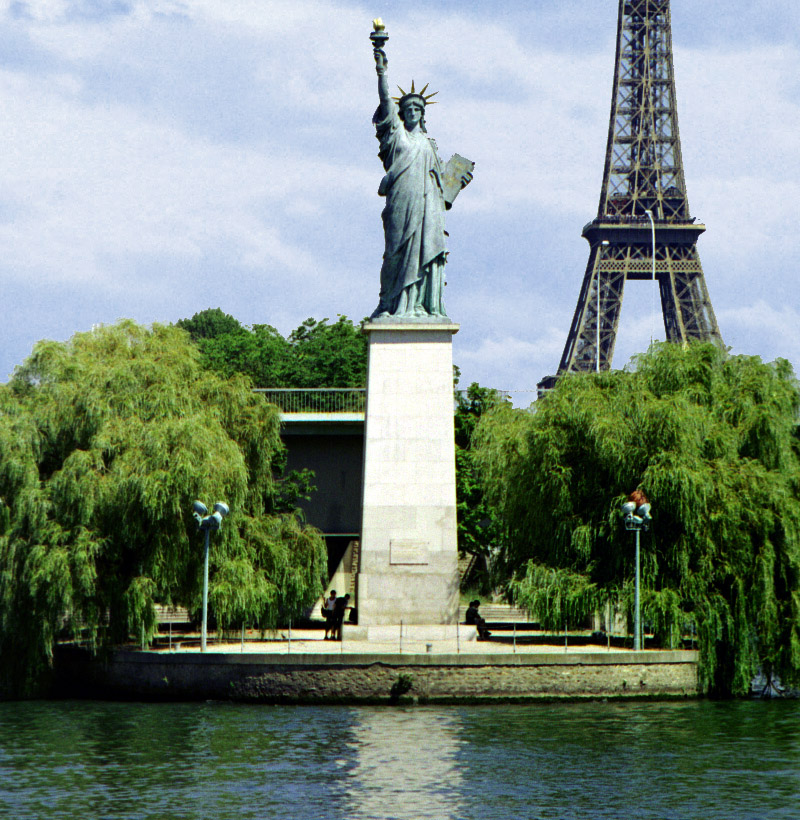
Копия Статуи Свободы на западной оконечности острова

На западной оконечности острова стоит уменьшенная (высотой 11,5 м) копия Статуи Свободы (46 м), подаренная Парижу в 1889 году американцами, благодарными французам за свою статую. Статуя обращена в направлении нью-йоркской статуи, и в левой руке она держит табличку с надписью IV Juillet 1776 = XIV Juillet 1789, датами, обозначающими соответственно День независимости США и День взятия Бастилии.
По острову проходит Лебединая аллея (фр. l’Allée des Cygnes), обрамлённая 322 деревьями.
На востоке через остров проходит двухъярусный мост Бир-Хакейм длиной 380 м: поверху проходит линия 6 парижского метро, нижний уровень предназначен для пешеходов и транспорта.
Также Лебединый остров пересекают мосты Руэль (в центральной части) и Гренель (в западной части острова).